# Lewis Libby
Irve Lewis dit « Scooter » Libby, Jr. (22 août 1950 - ) est un avocat américain, secrétaire général du vice-président Dick Cheney et son assistant pour les affaires de sécurité nationale de 2001 jusqu'à sa démission le 28 octobre 2005 à la suite de son inculpation dans l'affaire Plame-Wilson.
Libby est également l'un des fondateurs du Project for the New American Century (que l'on peut traduire par Projet pour un nouveau siècle américain) et était l'un des néoconservateurs les plus en vue dans le gouvernement américain.

## Biographie
Libby est diplômé de l'université Yale en 1972, où l'un de ses professeurs était Paul Wolfowitz. Il est également diplômé de l'école de droit de l'université Columbia en 1975.
Il a deux enfants, Hal Libby et Ricki Libby.
Il a commencé sa carrière publique en 1981 au département d'État dans l'administration de Ronald Reagan. 
Libby a ensuite tenu des positions officielles au sein de l'Association du Barreau américain, du think tank de la RAND Corporation, du département de la Défense, et fut aussi conseiller juridique de la Chambre des représentants des États-Unis.
De 1985 à l'an 2000, il fut l'avocat de Marc Rich, un courtier qui avait échappé à la justice américaine en se réfugiant à Zoug (Suisse). Inculpé en 1983 aux États-Unis pour « commerce avec l'ennemi » (en l'occurrence l'Iran) et pour évasion fiscale, Rich encourait une peine de prison de 325 ans. Il fut gracié par Bill Clinton en janvier 2001, à quelques heures de la fin de son mandat.
En 2000, au côté notamment de Paul Wolfowitz, William Kristol et Robert Kagan, il participe à la rédaction du rapport Rebuilding America's Defenses - Strategy, Forces, and Resources for a New Century.
Membre de l'administration de George W. Bush depuis 2001, il est un proche conseiller de Dick Cheney dont il est le secrétaire général.
Partisan du renversement de Saddam Hussein, Lewis Libby fut alors impliqué directement dans la planification de l'invasion de l'Irak en 2003.
En 2005, il est impliqué dans l'affaire des fuites concernant Valerie Plame, un agent de la CIA (pour plus de détails, voir Controverse Cooper-Miller-Novak). Libby et Karl Rove, le conseiller personnel de Bush, étaient impliqués dans les fuites.
Le 6 mars 2007, un jury le condamne pour parjure, obstruction à la justice lors de l'enquête d'un Grand Jury et faux témoignage lors d'une enquête fédérale. Le 5 mai 2007, il a été condamné par le juge Reggie Walton à deux ans et demi de prison et 250 000 dollars d'amende (184 000 euros). 
Le 2 juillet 2007, la Cour d'appel fédérale refuse de suspendre la peine d'emprisonnement en attendant une décision sur l'appel qu'il avait effectué sur sa condamnation. Selon le Washington Post des « personnes de moyens et d'influence », dont Nina Rosenwald ont collecté des fonds (plus de 5 millions de dollars) pour payer ses avocats et faire pression sur le président Bush afin qu'il pardonne à l'avocat Lewis Libby qui venait d'être condamné pour parjure, obstruction à la justice lors de l'enquête d'un Grand Jury et faux témoignage lors d'une enquête fédérale. Un peu plus tard le jour même où la cour a refusé de suspendre sa peine de prison, le président George W. Bush a usé de sa prérogative présidentielle de « clémence » pour épargner à Libby ses deux ans et demi de prison. Pour le président, « la condamnation aura des conséquences à long terme sur la carrière de Lewis Libby, en tant que fonctionnaire, avocat ou citoyen ». Cette « grâce présidentielle » permet ainsi de diminuer la sévérité de la punition sans effacer la condamnation. La peine a été  commuée en deux ans de mise à l'épreuve et 250 000 dollars d'amende.

## Publications
- (en) The Apprentice, Saint Paul (Minnesota), Graywolf Press, 1996, 239 p. (ISBN 1-55597-245-4, disponible sur Internet Archive).

## Dans la fiction
- Dans le film Vice (2018) d'Adam McKay, son rôle est joué par Justin Kirk.

## Source
- La Clémence de Bush, Radio-Canada, 2 juillet 2007